# Pico Origone
Pico Origone är en bergstopp i Antarktis. Den ligger i Västantarktis. Argentina, Chile och Storbritannien gör anspråk på området. Toppen på Pico Origone är 2 023 meter över havet.
Terrängen runt Pico Origone är en högslätt. Trakten är obefolkad. Det finns inga samhällen i närheten.